# Laerte (nome)
Laerte  è un nome proprio di persona italiano maschile.

## Varianti
- Maschili: Laerzio[3]
- Femminili: Laerzia[3]

### Varianti in altre lingue
- Bulgaro: Лаерт (Laert)
- Catalano: Laertes[4]
- Francese: Laërte
- Greco antico: Λαέρτης (Laertes)[2][4][5]
- Latino: Laertes[1][2], Laertius[2]
- Lituano: Laertas
- Olandese: Laërtes
- Portoghese: Laerte
- Russo: Лаэрт (Laėrt)
- Spagnolo: Laertes[4]
- Ucraino: Лаерт (Laert)

## Origine e diffusione
È un nome di tradizione classica, portato nell'Odissea da Laerte, re di Itaca e padre di Ulisse, in parte popolarizzato anche da un personaggio così chiamato nell'Amleto di Shakespeare, Laerte, fratello di Ofelia. Gode di scarsa diffusione, ed è accentrato prevalentemente in Toscana e in Emilia-Romagna.
Etimologicamente parlando, continua il nome greco Λαέρτης (Laertes), formato da λαος (laos, "popolo") ed ειρειν (eirein, "unire"); il suo significato complessivo può quindi essere interpretato come "colui che raduna la gente", "raccoglitore del popolo", "che unisce il popolo" e via dicendo. Il primo elemento, comune a molti nomi di origine greca, si ritrova anche in Ermolao, Nicola, Learco, Archelao, Laodice e Menelao.

## Onomastico
È un nome adespota, cioè non è portato da alcun santo. L'onomastico ricorre quindi il 1º novembre, in occasione di Ognissanti.

## Il nome nelle arti
- Laerte è un dei personaggi dell'opera di Shakespeare Amleto.
- Laerte, protagonista del film del 2018 Il maestro di violino.
- Laerte è il cane del protagonista della serie televisiva I liceali.